# Pilar Sordo
 (mars 2023).
Pour les articles homonymes, voir Sordo.
María du Pilar Sordo Martínez (née à Temuco, le 22 octobre 1965) est une psychologue, essayiste, chroniqueuse et conférencière chilienne.

## Biographie
Pilar Sordo dirige la Fondation CáncerVida, pour des patientes avec des cancers au poumon et/ou au pancréas, en mémoire d'Óscar Letelier González.
Les écrits de Pilar Sordo concernent des thèmes divers tels que le sexe, la famille, les relations humaines ou encore les émotions,; ils font régulièrement l'objet de recensions dans les médias,,. Pilar Sordo est régulièrement sollicitée pour son expertise des relations humaines dans des journaux sud-américains d'importance nationale tels que le Clarín, El Tiempo, La Nación,,. Elle met l'accent sur la responsabilité individuelle de choisir et d'agir pour son propre bonheur,. Elle a acquis une notoriété avec son livre paru en 2012 intitulé Viva la diferencia! (« Vive la différence ! ») dans lequel elle adopte une position qualifiée d'essentialiste. 
Pilar Sordo entame en avril 2025 une tournée de conférences intitulées Exponencialmente Consciente en Argentine qui invitent à l'éveil de la conscience. 

## Prix et reconnaissances
- 2013 : 100 Mujeres Líderes[13].

## Ouvrages
- (es) Un segundo de coraje, Planeta, 2020 (ISBN 978-9504970910)
- (es) La libertad de ser quien soy : el largo camino de vencer culpas, miedos y mandatos que nos impiden vivir en equidad valorando las diferencias, 2019 (ISBN 978-956-360-575-4 et 956-360-575-6, OCLC 1318635592)
- (es) Educar para sentir : sentir para educar : una mirada para entender la educación desde lo familiar hasta lo social, Editorial Planeta Chilena S.A, 2017 (ISBN 978-956-360-389-7 et 956-360-389-3, OCLC 1318454922)
- (es) Oídos sordos : un llamado a escuchar las señales del cuerpo y encontrar la verdadera salud, Editorial Planeta chilena, 2016 (ISBN 9789563600803, OCLC 1359082357).
- Hommes, femmes, vive la différence!, 2015 (ISBN 978-2-228-91453-6 et 2-228-91453-3, OCLC 991303400).
- Léa Gauthier (traduction), Bienvenue douleur!, Éditions Payot & Rivages, dl 2015 (ISBN 978-2-228-91411-6 et 2-228-91411-8, OCLC 944259081).
- (es) Lecciones de seducción : una reflexión profunda desde nuestro lado más íntimo, Editorial Planeta Chilena, 2013 (ISBN 978-956-247-598-3 et 956-247-598-0, OCLC 1318427603)..
- (es) Viva la diferencia! (... y el complemento también) : lo femenino y lo masculino, la magia en el ser mujer, la realidad en el ser hombre, Planeta, 2012 (ISBN 9789562475976, OCLC 1336447446).
- (es) No quiero crecer : Cómo superar el miedo a ser grande, Ed. Planeta, 2012 (ISBN 978-956-247-599-0 et 956-247-599-9, OCLC 1318904673).
- (es) Bienvenido dolor : una invitación a desarrollar la voluntad de ser feliz, Planeta, 2012 (ISBN 978-956-247-601-0, 956-247-601-4 et 978-950-49-2819-5, OCLC 793132589)..
- (es) Con el Coco en el diván : (humor y familia), Uqbar, 2007 (ISBN 978-956-8601-07-2 et 956-8601-07-4, OCLC 227150037).